# Isa TVB
Isa TVB (Isa TKM per la prima stagione, Isa TK+ per la seconda stagione) è una telenovela venezuelana del 2008, prodotta dalla Sony Pictures Entertainment per il canale latinoamericano Nickelodeon. In Italia la serie è andata in onda dal 22 febbraio 2010 su Nickelodeon Italia, e in chiaro dal 13 marzo 2013 su Boing.

## Trama

### Prima stagione
Isabella Pasquali, detta Isa, è una ragazza di 15 anni che vive a Caracas, in Venezuela, ed è innamorata di Alex, che però è fidanzato con Cristina. Di Cristina è innamorato anche Rey, il ragazzo che piace a Linda Luna, la migliore amica di Isa. Mentre entra a far parte della band di Alex per partecipare a una competizione, Isa scopre di essere adottata, ma sarà comunque felice con la sua famiglia.

### Seconda stagione
Isa si trasferisce in un collegio all'estero (in Colombia) insieme a Linda, Rey e Alex. Qui trova nuove opportunità, ma anche nuovi nemici e problemi, causati da Cristina, che cerca di renderle la vita impossibile insieme alla sua nuova amica Catalina che cercano di rovinarle la vita, per farla separare da Alex.

## Tour

### Ven a bailar tour
È il primo tour musicale di Isa TVB, è iniziato il 19 maggio 2009 fino al 20 febbraio 2010, ha girato Venezuela, Colombia, Brasile e Perù.

### Isa Forever Tour
È il secondo tour musicale di Isa TVB, è iniziato il 15 aprile 2011 fino al 17 aprile 2011, ha girato interamente in Brasile.

## Nome della telenovela nel mondo
Isa TKM è il titolo originale della telenovela che viene usato in tutta l'America Latina. In Italia s'intitola Isa TVB, in Israele אוהב אותך איסה e in Macedonia ИЗА.

## Personaggi
- Isabella "Isa" Pasquali, interpretata da María Gabriela de Faría.
È una ragazza carismatica, dolce e simpatica che sogna di essere una cantante di fama mondiale. È innamorata di Alex, un suo compagno di classe, e diventa la cantante della sua band. È stata adottata dalla famiglia Pasquali.
- Alessandro "Alex" Ruiz, interpretato da Reinaldo Zavarce.
Un ragazzo tanto popolare, all'inizio esce con Cristina, ma dopo un po' di tempo si accorge che è innamorato di Isa. Forma una band con Isa, il suo migliore amico Micky, Marcolino e Linda.
- Cristina Ricalde, interpretata da Milena Torres.
 È molto vanitosa, stupida, ottusa e superficiale, è innamorata di Alex e compete ogni giorno con Isa per rendergli la vita impossibile. Le sue migliori amiche sono Vanessa e Rubi, e ha una sorella maggiore di nome Rebecca. All'inizio è la corista nella band di Alex, poi diventa la cantante della band di Rey.
- Linda Luna, interpretata da Micaela Castellotti.
È la migliore amica di Isa, e come lei non sopporta Cristina. È golosa e molto dolce. È innamorata di Rey, che però all'inizio non la nota. Diventa la corista della band di Isa. Poiché è un po' in sovrappeso, viene soprannominata "Ciccina".
- Reinaldo "Rey" Galan, interpretato da Willy Martin.
Odia Alex ed è innamorato di Cristina. I suoi migliori amici sono Chico e Junior, con i quali forma una band. Alla fine si fidanzerà con Linda.
- Miguel "Micky" Silva, interpretato da Manuel Colmenares.
Il migliore amico di Alex, all'inizio è fidanzato con Vanessa, poi con Giulia. È il fratello di Cristiano e figlio di Lucrezia. Non sopporta Cristina e come manipola Giulia.
- Marina Pasquali, interpretata da Sabrina Seara.
È la sorella diciottenne di Isa e Marco. Va molto d'accordo con Isa e la sua collega di lavoro Stella, madre di Alex che le dà molti consigli utili per affrontare la sua relazione con Cristiano.
- Rebecca Ricalde, interpretata da Candy Montesinos.
È la viziata e sciocca sorella maggiore di Cristina. È innamorata di Cristiano e per questo motivo non sopporta Marina.
- Carletto Brillante, interpretato da Ever Bastidas.
È il più intelligente alunno della scuola. Migliore amico di Isa e Linda, in seguito si fidanza con Norma.
- Vanessa, interpretata da Lina Robero.
Migliore amica di Cristina, a differenza di Cristina, è intelligente e solare.
- Cristiano Silva, interpretato da Donny Murati.
È il figlio di Lucrezia e fidanzato (in seguito marito) di Marina.
- Rubi, interpretata da Alexandra Lozano.
È amica di Cristina, che però la tratta come una schiava.
- Marco "Marcolino" Pasquali.
Fratello minore di Isa e Marina, è il batterista della band di Alex.
- Carmen e Antonio Pasquali.
Sono i genitori adottivi di Isa e i genitori biologici di Marina e Marcolino. Gestiscono una pizzeria nel loro palazzo e sono molto buoni e generosi con i figli.
- Riccardo Ricalde.
È il ricco e potente padre di Cristina e Rebecca. Vizia le figlie comprando loro tutto ciò che vogliono.
- Giulio.
È il proprietario di un negozio musicale, vuole molto bene a Isa e tra loro c'è un legame speciale. Scopre poi di essere il padre naturale di Isa.
- Stella Ruiz, interpretata da Dad Dáger.
Madre di Alex, lavora per Giulio, di cui è innamorata. All'inizio ha problemi con l'alcol, ma poi smette grazie a suo figlio Alex. È amica di Marina ed è molto buona con Isa.
- Jennifer.
È la madre naturale di Isa e fidanzata di Giulio. Insegna storia.
- Dago, interpretato da Everson Ruiz.
È un famoso DJ, innamorato di Isa. Isa decide di usarlo per far ingelosire Alex e ci riesce.

## Episodi
| Stagione         | Puntate | Prima TV originale | Prima TV Italia       |
| ---------------- | ------- | ------------------ | --------------------- |
| Prima stagione   | 105     | 2008-2009          | 2010-2013             |
| Seconda stagione | 120     | 2009-2010          | Druper TV (2016-2017) |

## Album
- Isa TKM - La fiesta va a empezar
- Isa TK+ - Sigo al corazón

### Videoclip
Per la serie sono stati fatti vari videoclip, il primo è della prima serie si chiama Ven a bailar: il video inizia mostrando Isabella con un quaderno pieno di disegni, che prendono vita in una moltitudine di tanti colori e elementi animati, mentre Isa e i suoi amici (tutti i personaggi della serie) stanno in un concerto divertendosi e passandosela bene. Isa e Cristina si contendono l'attenzione di Alex, mentre Linda non si distacca da Rey. È punteggiato con molti effetti speciali e da molta allegria che descrivono lo slogan e la premessa di base della serie in un modo divertente e spiritoso.
Il secondo video della serie è Vamos a vivir. Nel video appare il cast principale di Isa TVB, Maria (Isa), Reinaldo (Alex), Micaela (Linda), Willy (Rey) e Milena (Cristina) con diversi sfondi verdi. Poi nella prima serie sono presenti altri video come Debia ser amor, che mostra Isa nel concorso di gruppi rock, e La princesa che mostra Cristina nello stesso concorso e sono presenti altre sette canzoni.
Nella seconda serie il primo video è Sigo al corazón, che mostra il cast principale della seconda stagione con una camicia bianca e un secchio perché devono pitturare un muro, poi improvvisamente i loro vestiti si trasformano e proseguono cantando la canzone come se fossero ad un concerto.
Il secondo video della seconda stagione è Tengo tu amor, la protagonista del video è Isa. Appare vestita come nel XV secolo (è uguale a Maria Antonietta d'Austria) vagando per le sale di un enorme castello. Così, vediamo che lo stile cambia all'inizio del XX secolo, poi un look anni sessanta fino ad arrivare al suo aspetto attuale, giusto alla fine del video appare Alex, si dirige dove sta Isa e si guardano quando il video termina.
Il terzo video della seconda stagione è Soy el primero: il video è una divertente parodia su chi rimane con Isa. Alex e Sebastian competono per sapere chi ha il miglior punteggio. Isa è la giudice. In totale sono 3 giudici totalmente diversi (tutti sono Isabella), una è molto severa, l'altra è molto felice e di solito mette 10 a tutto (si presenta come l'originale) e l'altra è la glamourosa, la quale è abbastanza simile alla felice, solo che da punteggi bassi e ha un cucciolo di chihuahua in braccio. Loro competono e mostrano tutto quello che sanno fare mentre Isa da loro dei punteggi, a metà del video cambiano scenario e cantano il ritornello con la chitarra. Alla fine del video, Isa non sceglie a nessuno dei due, così tutte e due si abbracciano come amici.
Il quarto video è Todo el mundo a bailar che mostra tutto il cast che canta, poi tutto il cast che balla, nella serie sono presenti anche altre canzoni cantate in concerto.